# Culture samoane

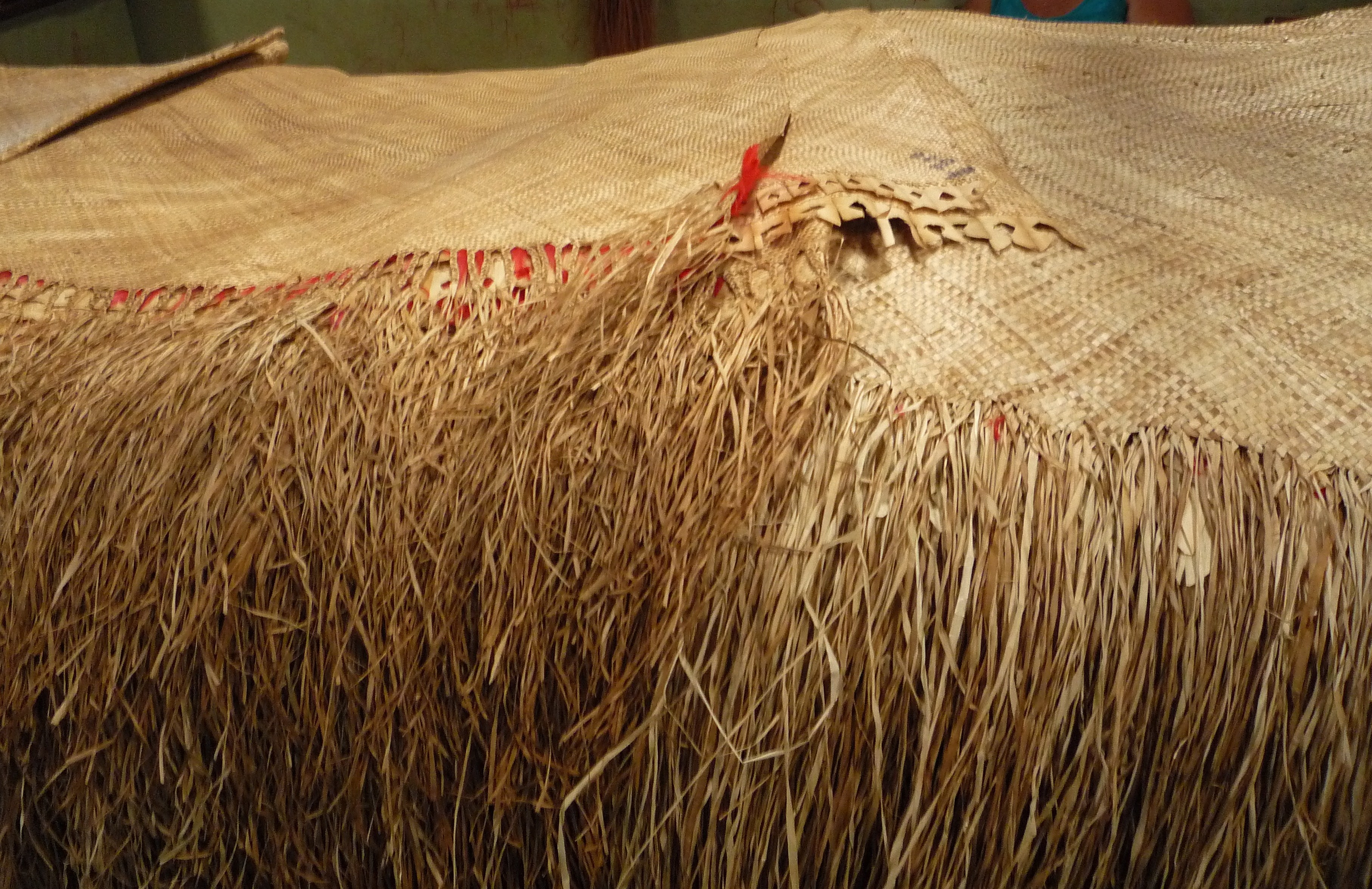
la natte fine samoane servit de monnaie d'échange.

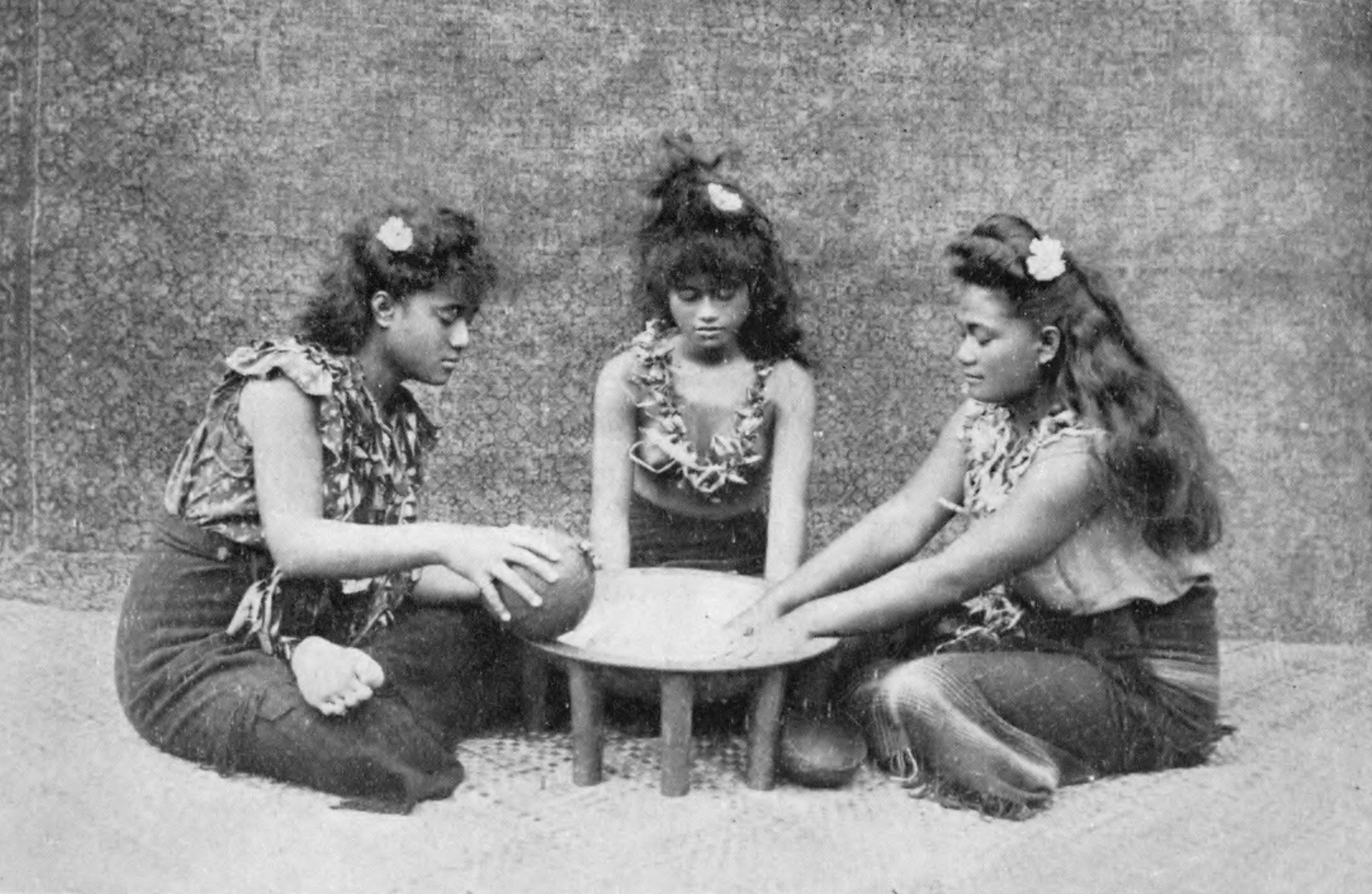
trois jeunes filles samoanes exécutant la cérémonie de l'ava en 1909.

La culture samoane désigne les pratiques observables des Samoans, un peuple de 202 506 personnes selon un recensement de 2020. Elle relève de la culture polynésienne. 

## Langues et peuples
La langue officielle avec l'anglais et la plus parlée (par 87 % des Samoans) est le samoan. Le statut de l'anglais et du samoan est cependant de facto. Bien que les cours universitaires soient dispensés en anglais, les facultés ont pour mission d'enseigner langue et culture samoanes. La population est en majorité polynésienne, mais il existe une minorité d'origine européenne. 

## Traditions

drapeau des Samoa

La religion d'État aux Samoa (en) est le christianisme depuis 2017. Samoa compte aussi un lieu baha'i. La mythologie polynésienne possède des variantes samoanes, comme le dieu Tinilau. Le drapeau des Samoa représente la constellation de la Croix du Sud. La devise, en samoan, est : Faavae i le Atua Samoa (Puisse Dieu être l'assise des Samoa). Les armoiries des Samoa représentent aussi la constellation de la Croix du Sud. Les fêtes et jours fériés sont les suivants : 
| Date                                                                     | Nom français             | Nom local      | Remarques |
| ------------------------------------------------------------------------ | ------------------------ | -------------- | --- |
| 1er janvier                                                              | Jour de l'an             |                | |
| Vendredi saint                                                           | Vendredi saint           |                | |
| Premier dimanche suivant la première pleine lune après l'équinoxe vernal | Pâques                   |                | |
| Le lendemain de Pâques                                                   | Lundi de Pâques          |                | |
| 25 avril                                                                 | Journée de l'ANZAC       |                | Cette journée marque l'anniversaire de la première grande bataille militaire à laquelle les armées d'Australie et de Nouvelle-Zélande prirent part durant la Grande Guerre : la bataille des Dardanelles. |
| 12 mai                                                                   | Fête des mères des Samoa |                | |
| 1er juin                                                                 | Fête de l'indépendance   |                | Cette journée commémore la première fois où les drapeaux néo-zélandais et samoan ont été hissés ensemble, le 1er juin 1962.                                                                               |
| 4 août                                                                   | Fête du Travail          |                | |
| Deuxième lundi d'octobre                                                 | Fête de l'enfance        | Lotu a Tamaiti | Cette journée est maintenant appelée « White Sunday » à travers les îles du Pacifique, les enfants portant des vêtements blancs à l'occasion de cette fête.                                               |
| 7 novembre                                                               | Jour de l'arbre          | Arbor Day      | |
| 25 décembre                                                              | Noël                     |                | |

La manière de vivre samoane se nomme Fa'a Samoa (en). Le costume traditionnel féminin est le puletasi. Le Pe'a est un tatouage masculin samoan, le malu, un tatouage féminin. L'ava désigne une cérémonie traditionnelle.

## Société
La prostitution aux Samoa est pratiquée.
D'après les droits LGBT aux Samoa, l'homosexualité masculine n'est pas légale, mais les lois contre celle-ci ne sont pas appliquées. En revanche, la transidentité appartient à la société traditionnelle, et les fa'afafine sont des personnes considérées comme d'un troisième genre. Des mariages homosexuels étaient célébrés aux Samoa avant l'arrivée des missionnaires. 

## Santé
- Pandémie de Covid-19 aux Samoa
- Ressource relative à la santé

## Média
Le seul média public aux Samoa est Samoa Broadcasting Corporation, qui émet une chaîne de télévision et une chaîne de radio.
D'après Reporters sans frontières, les Samoa jouissent d'une réputation régionale de pays de liberté de la presse, mais ce statut se perd. Le Samoa Observer est un quotidien fondé en 1978, Savali est un hebdomadaire en anglais et en samoan. La diffamation est criminalisée. Les médias licencient en cas de crise, pendant la pandémie de COVID-19, par exemple. L'homosexualité, l'avortement et les violences de genre sont, du fait de l'influence chrétienne, des sujets exclus du débat public.

## Artisanat
La fabrication du tapa, un vêtement, appartient à l'artisanat local.

## Arts visuels
Sur les tapas figurent des motifs végétaux et animaux (poissons et tortues). 
Il existe un art contemporain aux Samoa, mais celui-ci reste limité.

## Arts de la scène
Les Samoa sont réputées pour leur danse et leur musique.

## Tourisme
Le tourisme aux Samoa compte pour plus de 50 % du PIB.

## Patrimoine

### Musées
Le musée des Samoa et le Musée EFKS de Le'auva'a, musée chrétien, sont des musées à Samoa. 

### Patrimoine mondial
Deux sites samoans sont inscrits sur la liste indicative du patrimoine mondial de l'UNESCO.  
| Site                                                            | District      | Type                  | Date | Lien | Notes | Coordonnées                         | Illus. |
| --------------------------------------------------------------- | ------------- | --------------------- | ---- | ---- | ----- | ----------------------------------- | ------ |
| Paysage culturel de Manono, Apolima et Nu'ulopa (en)            | Aiga-i-le-Tai | Culturel (iii), (v)   | 2006 | 5091 |       | 13° 50′ 02″ sud, 172° 07′ 30″ ouest |        |
| Zone de conservation de la baie de Fagaloa - Uafato Tiavea (en) | Atua          | Mixte (v), (vii), (x) | 2006 | 5090 |       | 13° 55′ 44″ sud, 171° 32′ 35″ ouest |        |

### Patrimoine culturel immatériel
Les Samoa comptent un élément, la natte fine samoane, inscrit au patrimoine culturel immatériel de l'humanité. Les produits de cet artisanat servent de monnaie d'échange et revêtent un intérêt mythologique et anthropologique.